# Мондрагон, Фарид
Фари́д Ками́ло Мондраго́н Али́ (исп. Faryd Camilo Mondragón Alí; 21 июня 1971) — колумбийский футболист ливанского происхождения, вратарь. Участник чемпионатов мира 1994, 1998 и 2014 годов. С 24 июня 2014 года по 25 июня 2018 года был самым возрастным игроком, выходившим на поле за всю историю чемпионатов мира по футболу (рекорд был превзойден на чемпионате мира в России египетским вратарем Эссамом аль-Хадири) и единственный футболист, входивший в состав участников на чемпионатах мира с интервалом в 20 лет.

## Биография
Мондрагон играл за такие клубы как «Депортиво Кали», «Реал Картахена», «Индепендьенте Санта-Фе», «Серро Портеньо», «Архентинос Хуниорс», «Реал Сарагоса». В 2001 году он перешёл в стамбульский «Галатасарай». В 2007 году перешёл в немецкий «Кёльн», где провёл три года. В январе 2011 года, в возрасте 39 лет, перешёл в американский «Филадельфия Юнион». В 2012 году, для того что бы закончить футбольную карьеру в родном клубе, подписал однолетний контракт с колумбийским клубом «Депортиво Кали», позже контракт был продлен.
24 июня 2014 года, в рамках группового турнира финальной стадии чемпионата мира 2014 года, Мондрагон вышел на поле в футболке национальной сборной в матче против сборной Японии в возрасте 43 лет и 3 дней, обновив тем самым достижение камерунца Роже Милла, который выступал на чемпионате мира 1994 года в возрасте 42 лет 39 дней.
13 января 2016 года в СМИ появилась информация о том, что Мондрагон пытался покончить жизнь самоубийством, приняв большую дозу антидепрессантов.

## Личная жизнь
Фарид — христианин, принадлежащий к Маронитской католической церкви. Перед матчами он часто совершает крестное знамение. Его имя на арабском означает «уникальный, бесподобный». Был женат на Адриане Саморано, в браке двое сыновей. 

## Достижения
- Чемпион Турции (2): 2001/02, 2005/06
- Обладатель Кубка Турции (1): 2004/05
- Суперкубок Либертадорес (1): 1995
- Рекопа Южной Америки (1): 1995